# Aleksič
Aleksič je priimek v Sloveniji, ki ga je po podatkih Statističnega urada Republike Slovenije na dan 1. januarja 2010 uporabljalo 39 oseb in je med vsemi priimki po pogostosti uporabe uvrščen na 8.822. mesto.

## Znani nosilci priimka
- Darija Aleksič/-ć, ekonomistka/informatičarka, prof. EF
- Jakob Aleksič (1897–1980), profesor teologije, biblicist, svetopisemski arheolog
- Jure Aleksič, novinar
- Vojko Aleksič, likovni umetnik in kitarist (Na lepem prijazni)